# 雅加達會議中心

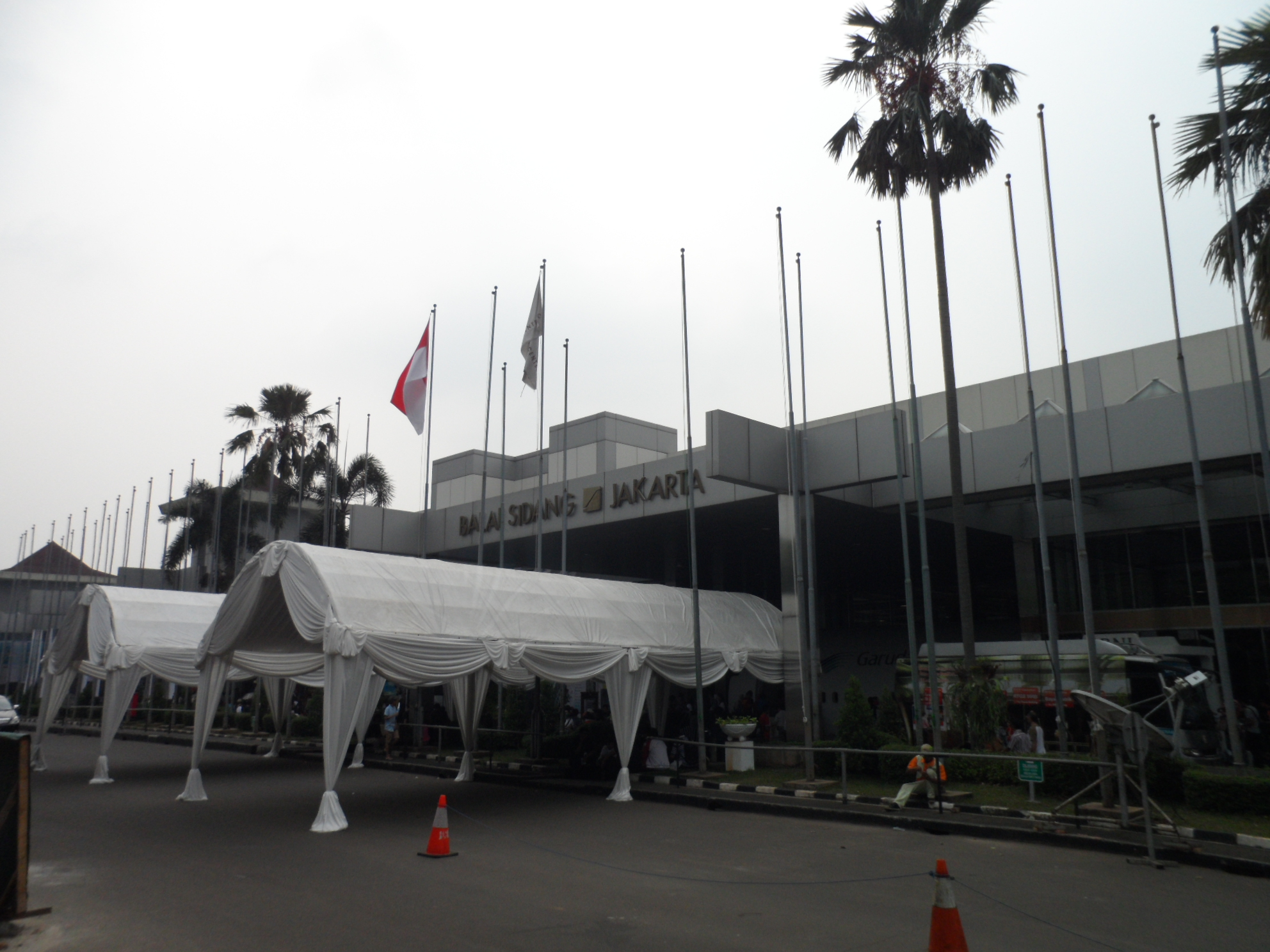
雅加達會議中心

雅加達會議中心（英語：Jakarta Convention Center）是一座位於印尼雅加達格羅拉蓬卡諾體育園區的會議中心。也是印尼雅加達最重要的會議、展覽和活動場地之一，位於著名的格羅拉蓬卡諾體育園區內，這個區域是雅加達的核心商業和文化區。會議中心建於1974年，並於2004年進行了大規模的現代化改造，旨在提升其承辦國際會議及大型活動的能力。
雅加達會議中心擁有多功能設施，包含一個可容納5000人的議會廳，適合大型國際會議及演講。除此之外，會議中心還設有一個3921平方米的多用途禮堂，和13個不同規模的會議室，能夠承接各種規模的活動，從小型研討會到國際展覽都能滿足需求。
該會議中心與雅加達蘇丹公寓式酒店（前雅加達希爾頓酒店）通過地下通道相連，這個通道配備了自動人行道和空調，為參與者提供了便捷舒適的出行方式。作為印尼首都的重要國際會議場地，雅加達會議中心承辦過許多重大國際會議、文化活動及展覽，成為推動印尼經濟和國際交流的重要平台。

## 外部連結
- 官方网站

6°12′52″S 106°48′27″E / 6.21444°S 106.80750°E